# Malerzowice Wielkie
Malerzowice Wielkie (niem. Gross Mahlendorf) – wieś w Polsce, położona w województwie opolskim, w powiecie nyskim, w gminie Łambinowice.
W latach 1975–1998 wieś administracyjnie należała do ówczesnego województwa opolskiego.
| SIMC    | Nazwa     | Rodzaj     |
| ------- | --------- | ---------- |
| 0498840 | Dworzysko | przysiółek |

## Historia
Od końca XVIII w. wies posiadała własną pieczęć gminną, na której wizerunku przedstawiono drzewo o zwisających gałęziach wyrastające z murawy, po prawej stronie w pień wbita siekiera (?).

## Zabytki
Do wojewódzkiego rejestru zabytków wpisane są:
- kościół fil. pw. św. Wawrzyńca, z ok. 1700 r.
- park pałacowy, z poł. XVIII w.